# نظام الملفات بين الكواكب
نظام الملفات بين الكواكب (بالإنجليزية: InterPlanetary File System)‏ اختصاراً IPFS، هو بروتوكول ووسائط فائقة وشبكة مشاركة الملفات ند لند لتخزين البيانات ومشاركتها في نظام ملفات موزع [الإنجليزية]. يستخدم نظام الملفات بين الكواكب عنونة المحتوى لتعريف كل ملف بشكل فريد في مساحة اسم عمومية تربط مضيفي النظام.
يمكن لـنظام الملفات بين الكواكب من بين أمور أخرى استبدال بروتوكولات خادم الوسائط التشعبية القائمة على مواقع بروتوكول نقل النص الفائق وبروتوكول نقل النص الفائق الآمن لتوزيع شبكة الويب العالمية.

## تصميم
يسمح نظام الملفات بين الكواكب للمُستخدمين باستضافة واستقبال المحتوى بطريقة مشابهة لبت تورنت. على عكس الخوادم المركزية، فإن نظام الملفات بين الكواكب مبني على نظام لامركزي من المشغلين الذين يحتفظون بجزء من البيانات الإجمالية، مما يخلق نظامًا مرنًا لتخزين الملفات ومشاركتها. يمكن لأي مستخدم في الشبكة تقديم ملف من خلال عنوان المحتوى الخاص به، ويمكن للأنداد الآخرين في الشبكة العثور على هذا المحتوى وطلبه من أي عقدة لديها ذلك باستخدام جدول التلبيد الموزع [الإنجليزية] (DHT).
على عكس البت تورنت، يهدف نظام الملفات بين الكواكب إلى إنشاء شبكة عالمية واحدة. هذا يعني أنه في حالة قيام مستخدمين بنشر مجموعة من البيانات بنفس دالة التلبيد المُعمى، فإنَّ الأقران الذين يقومون بتنزيل المحتوى من «المُستخدم 1» سيتبادلون البيانات أيضًا مع من يقومون بتنزيله من «المُستخدم 2». يهدف نظام الملفات بين الكواكب إلى استبدال البروتوكولات المستخدمة لإرسال صفحات الويب الثابتة باستخدام بوابات يمكن الوصول إليها باستخدام بروتوكول نقل النص الفائق. يمكن للمستخدمين اختيار عدم تثبيت عميل للنظام على أجهزتهم واستخدام بوابة عامة بدلاً من ذلك. يتم الاحتفاظ بقائمة بهذه البوابات في صفحة غيت هب الخاصة بنظام الملفات البينكوكبي.

## تاريخ
تم إنشاء نظام الملفات بين الكواكب بواسطة جوان بينيت، الذي أسس فيما بعد مختبرات بروتوكول لابس في مايو 2014.
لتطوير نظام الملفات البينكوكبي، أطلقت مختبرات بروتوكول لابس عام 2017 عملتها المُعمَّاة الخاصة باسم فايل كوين. كان الإصدار الأول بمبلغ 257 مليون دولار. تم بيع الرمز المميز على منصة كوين ليست، التي أسستها مختبرات بروتوكول لابس مع شركة آينجل ليست. كما لاحظ المطورون في ذلك الوقت، كان هدف فايل كوين هو إنشاء حوافز اقتصادية لمستخدمي النظام باستخدام العملة المشفرة.
في يونيو 2019، نظمت مختبرات بروتوكول لابس أول حدث لنظام الملفات بين الكواكب في برشلونة، والذي نتج عنه تعاونات مع نتفلكس ومتصفح أوبرا ومايكروسوفت وكلاودفلاير.
في بداية عام 2021، تم دمج متصفح برايف في بروتوكول نظام الملفات البينكوكبي.
وفقًا لإحصاءات خدمة بيلت ويذ، اعتبارًا من 5 أكتوبر 2022، تم استخدام نظام الملفات بين الكواكب بواسطة حوالي 6500 موقع حول العالم، يوجد أقل من ثلثها في الولايات المتحدة. تتضمن هذه القائمة منصة التبادل اللامركزي يونيسواب، وخدمة بيانات داب رادار للتطبيقات اللامركزية، ومنصة ميكر داو لإطلاق العملات المشفرة.